# Massa del Turlo
La Massa del Turlo (o también Monte Giandolino) es una cima de los Alpes italianos. Es una de las montañas más altas de los Alpes Cusianos..

## Geografía

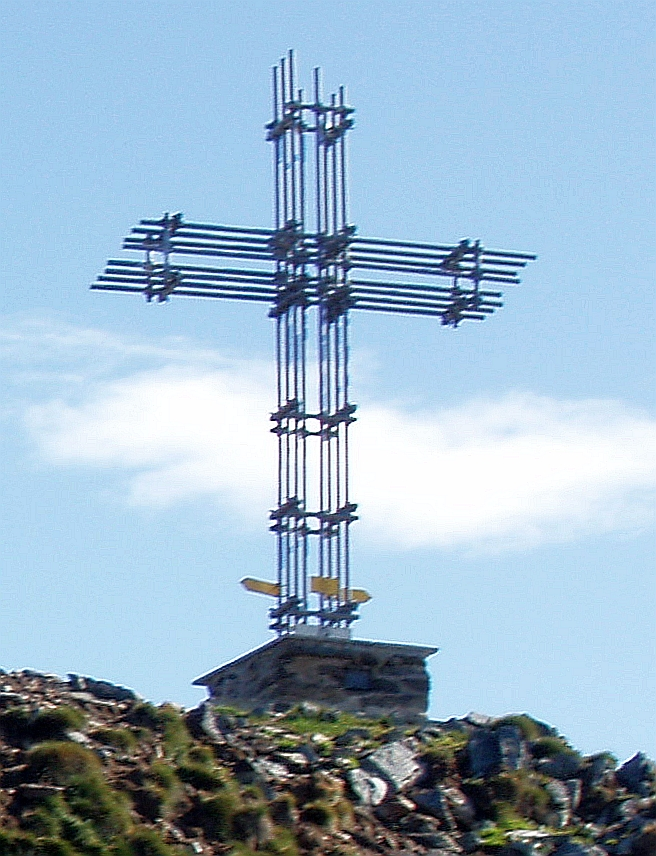
Cruz de la cumbre.

La montaña se encuentra a lo largo de la divisoria de aguas entre Valle Strona y Valsesia, cerca del pueblo de Cervarolo (Varallo).
Según la clasificación SOIUSA, el Altemberg pertenece:
- Gran parte: Alpes occidentales
- Gran sector: Alpes del noroeste
- Sección: Alpes Peninos
- Subsección: Alpes Bielleses y Cusianos
- Supergrupo: Alpes Cusianos
- Grupo: Costiera Capio-Massa del Turlo
- Subgrupo:
- Código:I/B-9.IV-B.4

Sobre su cima hay una gran cruz metálica, construida en 1982 en sustitución de una otra más vieja y destartalada.